# Новоегоровка (Кировоградская область)
Новоего́ровка (укр. Новоєгорівка) — село в Ровнянской сельской общине Новоукраинского района Кировоградской области Украины.
Население по переписи 2001 года составляло 723 человек. Почтовый индекс — 27150. Телефонный код — 5251. Код КОАТУУ — 3524084001.